# Bryophryne zonalis
Bryophryne zonalis е вид жаба от семейство Craugastoridae.

## Разпространение
Видът е разпространен в Перу.